# Карколомний багаж
Карколомний багаж (англ. The Baggage Smasher) — американська короткометражна кінокомедія Роско Арбакла 1914 року.

## У ролях
- Честер Конклін
- Роско ’Товстун’ Арбакл
- Сесіль Арнольд